# Bitwa o Xuân Lộc
Bitwa o Xuân Lộc – starcie zbrojne, które miało miejsce w kwietniu 1975 roku w trakcie wojny wietnamskiej.

## Bitwa
Na początku kwietnia 1975 wojska północnowietnamskie rozpoczęły ostrzał Sajgonu. Wcześniej do oddalonego 100 km na północ Loc Minh przybył generał Dương Văn Minh, który utworzył tu kwaterę wojsk północnowietnamskich w Wietnamie Południowym. W kolejnych dniach ofensywa DRW przybrała na sile. 10 dywizji podążało w kierunku Sajgonu zajmując po drodze liczne miejscowości. Dnia 10 kwietnia rajd ten został powstrzymany w 100-tysięcznym mieście Xuân Lộc położonym 48 km na wschód od Sajgonu. Znajdowała się w nim 18 Dywizja południowowietnamska dowodzona przez generała Lê Minh Đảo.
Miasto zaatakowały trzy dywizje rzucone przez generała Trần Văn Trà wspierane przez czołgi T-54. Atakujący wdarli się do centrum, gdzie zostali powstrzymani. Po krwawej walce obrońcom udało się wyprzeć przeciwnika z miasta, który oprócz ludzi utracił też wiele czołgów. Równocześnie do miasta przedarła się południowowietnamska brygada spadochroniarzy wspierając obrońców.
Nieudany atak na miasto skłonił generała Trầna do rzucenia do walki pozostałych dywizji. Naprzeciwko 5000 obrońców miasta stanęło 40 000 wojsk północnowietnamskich, które dzień i noc szturmowały pozycje południowowietnamskie. W atakach tych Ludowa Armia Wietnamu straciła ponad 2000 żołnierzy. Dodatkowo lotnictwo południowowietnamskie wykonało liczne naloty wykorzystując m.in. bombę BLU-82 (tzw. kosiarka stokrotek), która zabiła setki żołnierzy i oficerów przeciwnika. Pomimo rozpaczliwej obrony, sytuacja obrońców w dniu 20 kwietnia była beznadziejna. Dwa dni później, dzień po ustąpieniu prezydenta Południowego Wietnamu, Nguyễna Văn Thiệu, resztki 18 Dywizji wycofały się z miasta. Odwrót osłaniany przez lotnictwo zorganizowano sprawnie, po czym nastąpiło przegrupowanie wojsk południowowietnamskich w Long Bình. Zajęcie Xuân Lộc umożliwiło siłom Wietnamu Północnego przygotowanie ostatecznego ataku na Sajgon.